# The Key (Matt Goss)
The Key è il primo album solista di Matt Goss, ex cantante dei Bros. I singoli estratti da questo disco sono tre.
Uscito nel 1995, segna il ritorno di Matt Goss dopo la tormentata separazione artistica dal fratello Luke. Altamente considerato dai fan di Matt in tutto il mondo, The Key è però uscito solo negli USA e non ha avuto un ampio successo in termini di vendite.

## Le canzoni
L'album è quasi interamente prodotto, suonato e cantato da Matt. La prima edizione (quella del 1995) non includeva tra i brani If you were here tonight. House of accused racconta il periodo in cui Matt era stato preso di mira dalla stampa.
L'album è preceduto dal singolo omonimo (UK #40) ma a far breccia è, nel 1996, la reinterpretazione di Alexander O'Neal If you were here tonight (UK #23). Successivamente viene pubblicata anche Heaven is 10 Zillion light years away, una reinterpretazione di Stevie Wonder, che non ripete l'exploit del precedente singolo.

## Tracce
1. "The Key"
2. "Peace Of Mind"
3. "Believe"
4. "If You Were Here Tonight"
5. "Can't You Be Blind"
6. "Winter Rose"
7. "House of accused"
8. "Coulour Blue"
9. "Take The Demon"
10. "Hard Being Friends"
11. "Heaven Is 10 Zilliion Light Yeats Away"
12. "The Key (remix)"